# Liste de ponts de l'Aube
Les ponts de l’Aube inscrits à l’inventaire national des monuments historiques sont recensés ci-après :
- Pont-canal enjambant la Seine[1]- Barberey-Saint-Sulpice - XIXe siècle ;
- Pont sur la Seine[2] - Fouchères ;
- Pont sur l'Ource [3] - Loches-sur-Ource - XVIIIe siècle, inscrit MH en 1996 ;
- Ponts de la route royale Paris-Bâle[4](D 919) - Le Mériot - XVIIIe siècle ;
- Ponts et chaussée surélevée de l'ancien château de Jaillac[5] XVIIe siècle, XVIIIe siècle ;
- Pont de Ricey-Haut[6] - Les Riceys - XVIIIe siècle ;
- Pont Henri-IV sur la Laines [7]- Soulaines-Dhuys - XVIIe siècle ;
- Pont romain sur le Landion[8]  Classé MH - Spoy - Gallo-romain ;
- Pont enjambant la Vanne[9]- Villemaur-sur-Vanne - XVIIe siècle.